# Carlton Scroop
Carlton Scroop – wieś w Anglii, w hrabstwie Lincolnshire, w dystrykcie South Kesteven. Leży 27 km na południe od Lincoln i 168 km na północ od Londynu.